# Olin Verhoog
Olin Verhoog (augustus 2000) is een marathonschaatsster uit Nederland.
Ze rijdt met beennummer 70.
Op de NK Afstanden 2022 reed Verhoog mee op het onderdeel massastart.

## Records

### Persoonlijke records[4]
| Afstand    | Tijd    | Datum            | Baan       |
| ---------- | ------- | ---------------- | ---------- |
| 500 meter  | 43,46   | 16 februari 2019 | Heerenveen |
| 1000 meter | 1.26,86 | 16 februari 2019 | Heerenveen |
| 1500 meter | 2.11,60 | 5 januari 2019   | Heerenveen |
| 3000 meter | 4.43,67 | 26 oktober 2019  | Heerenveen |